# Sheldon Axler
Sheldon Jay Axler (6 de novembro de 1949) é um matemático estadunidense.

## Obras
- com Paul Bourdon, Wade Ramey Harmonic function theory, 2ª Edição, Springer Verlag, Graduate Texts in Mathematics 2001
- Linear Algebra Done Right, Undergraduate Texts in Mathematics, Springer Verlag, 2ª Edição 1997, 12ª Impressão 2009
- com John E. McCarthy, Donald Sarason (Herausgeber) Holomorphic Spaces, Cambridge University Press, 1998.
- Precalculus: A Prelude to Calculus, Wiley, 2009
- com Peter Rosenthal, Donald Sarason (Editores) A Glimpse at Hilbert Space Operators, Birkhäuser, 2010.
- College Algebra, Wiley, 2011.
- Algebra & Trigonometry, Wiley, 2011.